# Predolje
Predolje (cyr. Предоље) – wieś w Bośni i Hercegowinie, w Republice Serbskiej, w gminie Berkovići. W 2013 roku liczyła 57 mieszkańców.